# Pseudosphex garleppi
Pseudosphex garleppi är en fjärilsart som beskrevs av Rothschild 1911. Pseudosphex garleppi ingår i släktet Pseudosphex och familjen björnspinnare. Inga underarter finns listade.